# ポンツァーノ・ロマーノ
ポンツァーノ・ロマーノ（伊: Ponzano Romano）は、イタリア共和国ラツィオ州ローマ県にある、人口約1,200人の基礎自治体（コムーネ）。

## 地理

### 位置・広がり
ローマ県北部のコムーネ。

#### 隣接コムーネ
隣接するコムーネは以下の通り。括弧内のVTはヴィテルボ県、RIはリエーティ県所属を示す。
- チーヴィタ・カステッラーナ (VT)
- チヴィテッラ・サン・パオロ
- コッレヴェッキオ (RI)
- フィラッチャーノ
- フォラーノ (RI)
- ナッツァーノ
- サントレステ
- スティミリアーノ (RI)

### 気候分類・地震分類
ポンツァーノ・ロマーノにおけるイタリアの気候分類 (it) および度日は、zona D, 1828 GGである。
また、イタリアの地震リスク階級 (it) では、zona 2B (sismicità media) に分類される。